# Geografia matemàtica
La geografia matemàtica, s'enfoca en la superfície terrestre, estudiant la seva representació matemàtica i la seva relació amb la lluna i el sol. Aquesta vocació dual no és en si inconnexa, ja que per mitjà de l'estudi dels fenòmens de la superfície que esdevenen producte de la interacció amb el sol i la lluna es pot traçar l'equador terrestre, els tròpics, les línies polars, les coordenades geogràfiques i fins i tot mesurar la grandària de la Terra
Les principals branques de la geografia matemàtica són: la geografia astronòmica, la cartografia, la fotogrametria, l'anàlisi espacial, la topografia, la geoestadìstica i la Geomàtica.
La geografia matemàtica és el bressol de la tradició espacial de la geografia, per la seva preocupació per la localització i per la representació de l'espai de la superfície terrestre. Això es comprèn de millor manera si es considera la gran aportació que la geometria, la ciència que estudia l'espai, ha brindat a la geografia matemàtica. La geografia matemàtica proporciona un marc segur per a la localització, distribució i representació de l'espai geogràfic, marc del qual es nodreixen la resta de les branques geogràfiques. Els geògrafs de la tradició espacial utilitzen el terme "espacialitzar", com a sinònim de "mapejar" o "cartografiar".
La geografia matemàtica és una de les branques de la geografia que neix amb la geografia. El pare de la geografia; Eratòstenes de Cirene, és també el pare de la geografia matemàtica, aquest en el seu llibre "Geographia" dedica el primer tram del seu llibre a l'estudi dels fenòmens fruit de la interrelació entre la superfície terrestre i el sol i la lluna, juntament amb els estudis de la seva forma, preocupant també de la representació fidel de la superfície terrestre. A la segona part del seu llibre exposa les seves mesures de la grandària de la Terra.
Comunament els continguts de la geografia matemàtica són els primers a tractar-se en abordar un estudi introductori de la geografia, en abastar la localització de la Terra en l'univers i en el sistema solar, els moviments terrestres, la influència del sol i la lluna en la superfície (punt de partida ineludible i essencial en branques com Climatologia i Hidrologia) i la definició i comprensió dels sistemes de localització, com a base de tot estudi geogràfic.
En l'últim temps la geografia matemàtica ha pres més rellevància pel desenvolupament dels sistemes d'informació geogràfica (SIG). La modelació matemàtica de diversos fenòmens en la superfície terrestre a través dels SIG li ha obert un important camp a la disciplina, que li ha permès una major interacció amb altres branques de la geografia com la hidrologia, la climatologia, la geomorfologia o la geografia econòmica.